# Stefano Spremberg
Stefano Spremberg (Milano, 24 marzo 1965) è un ex canottiere italiano, 4 volte campione mondiale di canottaggio con l'otto.

## Biografia
Dopo la carriera da atleta è divenuto un affermato imprenditore.

## Palmarès
| Anno | Manifestazione      | Sede       | Evento            | Risultato |
| ---- | ------------------- | ---------- | ----------------- | --------- |
| 1984 | Campionati mondiali | Montréal   | Otto pesi leggeri | Argento   |
| 1985 | Campionati mondiali | Hazewinkel | Otto pesi leggeri | Oro       |
| 1986 | Campionati mondiali | Nottingham | Otto pesi leggeri | Oro       |
| 1987 | Campionati mondiali | Copenaghen | Otto pesi leggeri | Oro       |
| 1988 | Campionati mondiali | Milano     | Otto pesi leggeri | Oro       |